# طاجيكستان في كأس آسيا
شارك منتخب طاجيكستان لكرة القدم في بطولة واحدة من كأس آسيا، عام 2023 عندما ظهرت لأول مرة. فشلت الدولة في التأهل للبطولة قبل عام 2023 قبل هذه البطولة، ولكنه شارك في كأس التحدي الآسيوي.

## السجل
| كأس آسيا | كأس آسيا                            | كأس آسيا                            | كأس آسيا                            | كأس آسيا                            | كأس آسيا                            | كأس آسيا                            | كأس آسيا                            | كأس آسيا                            |                                                   | تصفيات كأس آسيا                                   | تصفيات كأس آسيا                                   | تصفيات كأس آسيا                                   | تصفيات كأس آسيا                                   | تصفيات كأس آسيا                                   | تصفيات كأس آسيا                                   |
| سنة      | نتيجة                               | موضع                                |                                     |                                     | *                                   |                                     |                                     |                                     |                                                   |                                                   |                                                   |                                                   |                                                   |                                                   |                                                   |
| -------- | ----------------------------------- | ----------------------------------- | ----------------------------------- | ----------------------------------- | ----------------------------------- | ----------------------------------- | ----------------------------------- | ----------------------------------- | ------------------------------------------------- | ------------------------------------------------- | ------------------------------------------------- | ------------------------------------------------- | ------------------------------------------------- | ------------------------------------------------- | ------------------------------------------------- |
| 1992     | لم يدخل                             | لم يدخل                             | لم يدخل                             | لم يدخل                             | لم يدخل                             | لم يدخل                             | لم يدخل                             | لم يدخل                             | لم يدخل                                           | لم يدخل                                           | لم يدخل                                           | لم يدخل                                           | لم يدخل                                           | لم يدخل                                           |                                                   |
| 1996     | لم يتأهل                            | لم يتأهل                            | لم يتأهل                            | لم يتأهل                            | لم يتأهل                            | لم يتأهل                            | لم يتأهل                            | لم يتأهل                            | 2                                                 | 1                                                 | 0                                                 | 1                                                 | 4                                                 | 5                                                 |                                                   |
| 2000     | لم يتأهل                            | لم يتأهل                            | لم يتأهل                            | لم يتأهل                            | لم يتأهل                            | لم يتأهل                            | لم يتأهل                            | لم يتأهل                            | 3                                                 | 2                                                 | 0                                                 | 1                                                 | 6                                                 | 5                                                 |                                                   |
| 2004     | لم يتأهل                            | لم يتأهل                            | لم يتأهل                            | لم يتأهل                            | لم يتأهل                            | لم يتأهل                            | لم يتأهل                            | لم يتأهل                            | 6                                                 | 2                                                 | 2                                                 | 2                                                 | 3                                                 | 5                                                 |                                                   |
| 2006     | لا توجد بطولة كأس آسيا في هذه العام | لا توجد بطولة كأس آسيا في هذه العام | لا توجد بطولة كأس آسيا في هذه العام | لا توجد بطولة كأس آسيا في هذه العام | لا توجد بطولة كأس آسيا في هذه العام | لا توجد بطولة كأس آسيا في هذه العام | لا توجد بطولة كأس آسيا في هذه العام | لا توجد بطولة كأس آسيا في هذه العام | اول بطولة من كأس التحدي الآسيوي 2006              | اول بطولة من كأس التحدي الآسيوي 2006              | اول بطولة من كأس التحدي الآسيوي 2006              | اول بطولة من كأس التحدي الآسيوي 2006              | اول بطولة من كأس التحدي الآسيوي 2006              | اول بطولة من كأس التحدي الآسيوي 2006              |                                                   |
| 2007     | لم يدخل                             | لم يدخل                             | لم يدخل                             | لم يدخل                             | لم يدخل                             | لم يدخل                             | لم يدخل                             | لم يدخل                             | لم يدخل                                           | لم يدخل                                           | لم يدخل                                           | لم يدخل                                           | لم يدخل                                           | لم يدخل                                           |                                                   |
| 2011     | لم يتأهل                            | لم يتأهل                            | لم يتأهل                            | لم يتأهل                            | لم يتأهل                            | لم يتأهل                            | لم يتأهل                            | لم يتأهل                            | كأس التحدي الآسيوي 2008 / كأس التحدي الآسيوي 2010 | كأس التحدي الآسيوي 2008 / كأس التحدي الآسيوي 2010 | كأس التحدي الآسيوي 2008 / كأس التحدي الآسيوي 2010 | كأس التحدي الآسيوي 2008 / كأس التحدي الآسيوي 2010 | كأس التحدي الآسيوي 2008 / كأس التحدي الآسيوي 2010 | كأس التحدي الآسيوي 2008 / كأس التحدي الآسيوي 2010 | كأس التحدي الآسيوي 2008 / كأس التحدي الآسيوي 2010 |
| 2015     | لم يتأهل                            | لم يتأهل                            | لم يتأهل                            | لم يتأهل                            | لم يتأهل                            | لم يتأهل                            | لم يتأهل                            | لم يتأهل                            | كأس التحدي الآسيوي 2012 / كأس التحدي الآسيوي 2014 | كأس التحدي الآسيوي 2012 / كأس التحدي الآسيوي 2014 | كأس التحدي الآسيوي 2012 / كأس التحدي الآسيوي 2014 | كأس التحدي الآسيوي 2012 / كأس التحدي الآسيوي 2014 | كأس التحدي الآسيوي 2012 / كأس التحدي الآسيوي 2014 | كأس التحدي الآسيوي 2012 / كأس التحدي الآسيوي 2014 | كأس التحدي الآسيوي 2012 / كأس التحدي الآسيوي 2014 |
| 2019     | لم يتأهل                            | لم يتأهل                            | لم يتأهل                            | لم يتأهل                            | لم يتأهل                            | لم يتأهل                            | لم يتأهل                            | لم يتأهل                            | 16                                                | 5                                                 | 3                                                 | 8                                                 | 25                                                | 29                                                |                                                   |
| 2023     | ربع النهائي                         | ربع النهائي                         | 4                                   | 1                                   | 2                                   | 1                                   | 3                                   | 3                                   | 11                                                | 6                                                 | 2                                                 | 3                                                 | 19                                                | 12                                                |                                                   |
| المجموع  | أفضل:                               | 1/10                                | 4                                   | 1                                   | 2                                   | 1                                   | 3                                   | 3                                   | 40                                                | 17                                                | 18                                                | 15                                                | 64                                                | 58                                                |                                                   |

## التصفيات
شارك منتخب طاجيكستان لكرة القدم في مرحلتين من تصفيات كأس آسيا 2023 والتي جرت على ثلاثة مراحل.

### الجولة الاولى
في المرحلة الأولى يلعب 12 فريق (فرق في المرتبة 35–46 في قائمة المشاركين في الاتحاد الآسيوي لكرة القدم) مبارتين على ارضه وخارجها. ويتقدم الفائزون الستة إلى الجولة الثانية. لكن طاجيكستان لم تشارك في هذه المرحلة.

### الجولة الثانية
شارك في هذه المرحلة 40 منتخب، 34 تأهلت لها تلقائيا، و 6 منتخبات تأهلت من المرحلة الاولى.تم تقسيم المنتخبات إلى ثمانية مجموعات، كل مجموعة من خمسة منتخبات لخوض مباريات الذهاب والإياب، بمجموع ثمانية مباريات لكل منتخب. لعبت طاجيكستان في المجموعة السادسة وحلت بالترتيب الثاني بعد اليابان التي تصدرت المجموعة.
| م | الفريق    | لعب | ف | ت | خ | أ.له | أ.ع | أ.ف | نقاط | التأهل                                |  | اليابان | طاجيكستان | قرغيزستان | منغوليا | ميانمار |
| - | --------- | --- | - | - | - | ---- | --- | --- | ---- | ------------------------------------- |  | ------- | --------- | --------- | ------- | ------- |
| 1 | اليابان   | 8   | 8 | 0 | 0 | 46   | 2   | +44 | 24   | الجولة الثالثة وكأس آسيا              |  | —       | 4–1       | 5–1       | 6–0     | 10–0    |
| 2 | طاجيكستان | 8   | 4 | 1 | 3 | 14   | 12  | +2  | 13   | المرحلة 3 من تصفيات كأس آسيا          |  | 0–3     | —         | 1–0       | 3–0     | 4–0     |
| 3 | قرغيزستان | 8   | 3 | 1 | 4 | 19   | 12  | +7  | 10   | المرحلة 3 من تصفيات كأس آسيا          |  | 0–2     | 1–1       | —         | 0–1     | 7–0     |
| 4 | منغوليا   | 8   | 2 | 0 | 6 | 3    | 27  | −24 | 6    | المرحلة 3 من تصفيات كأس آسيا          |  | 0–14    | 0–1       | 1–2       | —       | 1–0     |
| 5 | ميانمار   | 8   | 2 | 0 | 6 | 6    | 35  | −29 | 6    | مرحلة خروج المغلوب من تصفيات كأس آسيا |  | 0–2     | 4–3       | 1–8       | 1–0     | —       |

مرحلة الذهاب
| طاجيكستان           | 1–0                        | قرغيزستان |
| ------------------- | -------------------------- | --------- |
| - A. Dzhalilov ‏ 41' | Report (FIFA) Report (AFC) |           |

| منغوليا | 0–1                        | طاجيكستان          |
| ------- | -------------------------- | ------------------ |
|         | Report (FIFA) Report (AFC) | - D. Ergashev ‏ 81' |

| طاجيكستان | 0–3                        | اليابان                                       |
| --------- | -------------------------- | --------------------------------------------- |
|           | Report (FIFA) Report (AFC) | - تاكومي مينامينو 53'، 55' - تاكوما أسانو 82' |

| ميانمار                                                     | 4–3                        | طاجيكستان                                      |
| ----------------------------------------------------------- | -------------------------- | ---------------------------------------------- |
| - Suan Lam Mang 10'، 41' - أونغ تو 48' - مونغ مونغ لوين 63' | Report (FIFA) Report (AFC) | - منوشهر جليلوف 36' (ركلة.)، 76' - Vosiyev 57' |

مرحلة الإياب
| قرغيزستان      | 1–1                        | طاجيكستان             |
| -------------- | -------------------------- | --------------------- |
| - Kozubaev 83' | Report (FIFA) Report (AFC) | - أيرغاشيف جونغير 17' |

| طاجيكستان                                           | 3–0                        | منغوليا |
| --------------------------------------------------- | -------------------------- | ------- |
| - منوشهر جليلوف 4' - A. Dzhalilov ‏ 50' - Samiev 87' | Report (FIFA) Report (AFC) |         |

| اليابان                                                                          | 4–1                        | طاجيكستان       |
| -------------------------------------------------------------------------------- | -------------------------- | --------------- |
| - كيوكو فوروهاشي 6' - تاكومي مينامينو 40' - كينتو هاشيموتو 51' - هاياو كوابا 71' | Report (FIFA) Report (AFC) | - Panjshanbe 9' |

| طاجيكستان | ضد                         | ميانمار |
| --------- | -------------------------- | ------- |
|           | Report (FIFA) Report (AFC) |         |

### الجولة الثالثة
تنافس  24 منتخب (22 منتخب تأهلوا من الدور الثاني ومنتخبان سيتأهلان من الدور التمهيدي ) في الدور الثالث للتنافس على المقاعد الإحدى عشر المتبقية في كأس آسيا 2023. تم تقسيم المنتخبات إلى ستة مجموعات من أربعة فرق للعب ثلاثة مباريات لكل منتخب. لعبت طاجيكستان في المجموعة السادسة التي ضمت ايضا قيرغيزستان وسنغافورة وميانمار. وتصدرت المجموعة لتتأهل لكاس اسيا لاول مرة.
| م | الفريق        | لعب | ف | ت | خ | أ.له | أ.ع | أ.ف | نقاط | التأهل            |   |          |          |         |         |
| - | ------------- | --- | - | - | - | ---- | --- | --- | ---- | ----------------- | - | -------- | -------- | ------- | ------- |
| 1 | طاجيكستان     | 3   | 2 | 1 | 0 | 5    | 0   | +5  | 7    | تأهل إلى كأس آسيا |   | —        | —        | —       | 8 يونيو |
| 2 | قرغيزستان (H) | 3   | 2 | 1 | 0 | 4    | 1   | +3  | 7    | تأهل إلى كأس آسيا |   | 14 يونيو | —        | 8 يونيو | —       |
| 3 | سنغافورة      | 3   | 1 | 0 | 2 | 7    | 5   | +2  | 3    |                   |   | 11 يونيو | —        | —       | —       |
| 4 | ميانمار       | 3   | 0 | 0 | 3 | 2    | 12  | −10 | 0    |                   | — | 11 يونيو | 14 يونيو | —       |         |

| طاجيكستان                                                  | 4–0   | ميانمار |
| ---------------------------------------------------------- | ----- | ------- |
| - Mabatshoev 9'، 57' - جليلوف 56' (ركلة.) - Panjshanbe 84' | تقرير |         |

| سنغافورة | 0–1   | طاجيكستان        |
| -------- | ----- | ---------------- |
|          | تقرير | - Mabatshoev 53' |

| قرغيزستان | 0–0   | طاجيكستان |
| --------- | ----- | --------- |
|           | تقرير |           |

## كاس آسيا 2023
خاض منتخب طاجيكستان 5 مباريات في اول مشاركة حيث تأهل للدور الثاني وفاز على منتخب الامارات بركلات الترجيح، للدور ربع النهائي من البطولة وخسر أمام منتخب الأردن.

### المجموعة الاولى
| م | الفريق    | لعب | ف | ت | خ | أ.له | أ.ع | أ.ف | نقاط | التأهل                     |
| - | --------- | --- | - | - | - | ---- | --- | --- | ---- | -------------------------- |
| 1 | قطر (H)   | 3   | 3 | 0 | 0 | 5    | 0   | +5  | 9    | عبر إلى مرحلة خروج المغلوب |
| 2 | طاجيكستان | 3   | 1 | 1 | 1 | 2    | 2   | 0   | 4    | عبر إلى مرحلة خروج المغلوب |
| 3 | الصين     | 3   | 0 | 2 | 1 | 0    | 1   | −1  | 2    |                            |
| 4 | لبنان     | 3   | 0 | 1 | 2 | 1    | 5   | −4  | 1    |                            |

| الصين | 0–0   | طاجيكستان |
| ----- | ----- | --------- |
|       | تقرير |           |

| طاجيكستان | 0–1   | قطر        |
| --------- | ----- | ---------- |
|           | تقرير | - عفيف 17' |

| طاجيكستان                        | 2–1   | لبنان       |
| -------------------------------- | ----- | ----------- |
| - عمرباييف 80' - حمروكولوف 90+2' | تقرير | - جرادي 47' |

### دور ال16
| طاجيكستان                                      | 1–1 (ب.و.إ.) | الإمارات العربية المتحدة      |
| ---------------------------------------------- | ------------ | ----------------------------- |
| - خانونوف 30'                                  | تقرير        | - الحمادي 90+5'               |
| ركلات الترجيح                                  |              |                               |
| - نزاروف - خانونوف - بنجشنبه - سایروف - شکوروف | 5–3          | - إدريس - كايو - فابيو - صالح |

### ربع النهائي
| طاجيكستان | 0–1   | الأردن               |
| --------- | ----- | -------------------- |
|           | تقرير | - هانونوف 66' (ه.ذ.) |

## تشكيلة المنتخب في كأس آسيا 2023
بحسب قوانين الاتحاد الاسيوي فان تشكيلة المنتخب يكون من 26 لاعب منهم ثلاثة حراس مرمى.
| الرقم | المركز | اللاعب               | تاريخ الميلاد (العمر)     | لعب | سجل | النادي                       |
| ----- | ------ | -------------------- | ------------------------- | --- | --- | ---------------------------- |
| 1     | حارس   | روستم باتيموف        | 13 يوليو 1998 (العمر 25)  | 36  | 0   | استقلال دوشنبه               |
| 2     | دفاع   | زوير دزهورابوف       | 16 سبتمبر 1998 (العمر 25) | 32  | 1   | نادي نيفتشي فرغانة           |
| 3     | دفاع   | تبريز إسلاموف        | 6 يونيو 1998 (العمر 25)   | 28  | 0   | استقلال دوشنبه               |
| 4     | دفاع   | خلمورود نزاروف       | 4 فبراير 1992 (العمر 31)  | 3   | 0   | روشن كولاب                   |
| 5     | دفاع   | Manuchekhr Safarov   | 31 مايو 2001 (العمر 22)   | 30  | 0   | نادي نيفتشي فرغانة           |
| 6     | دفاع   | Vakhdat Khanonov     | 25 يوليو 2000 (العمر 23)  | 25  | 2   | نادي برسبوليس                |
| 7     | وسط    | بارفيزجون عمرباييف   | 1 نوفمبر 1994 (العمر 29)  | 45  | 9   | نادي سسكا صوفيا 1948         |
| 8     | وسط    | كومرون تورسنوف       | 24 أبريل 1996 (العمر 27)  | 28  | 6   | Gokulam Kerala ‏              |
| 9     | هجوم   | روستام سويروف        | 12 سبتمبر 2002 (العمر 21) | 12  | 2   | نادي لوكوموتيف طشقند         |
| 10    | وسط    | اليشر دزهاليلوف      | 29 أغسطس 1993 (العمر 30)  | 20  | 6   | استقلال دوشنبه               |
| 11    | وسط    | محمدجون رحيموف       | 15 أكتوبر 1998 (العمر 25) | 48  | 3   | Bukhara                      |
| 12    | دفاع   | سوديكجون كوربونوف    | 19 يناير 2003 (العمر 20)  | 2   | 0   | استقلال دوشنبه               |
| 13    | وسط    | أمادوني كامولوف      | 16 يناير 2003 (العمر 20)  | 2   | 2   | استقلال دوشنبه               |
| 14    | وسط    | أليشر شوكوروف        | 30 مارس 2002 (العمر 21)   | 1   | 0   | Kuktosh                      |
| 15    | هجوم   | شيرفوني ماباتشويف    | 4 ديسمبر 2000 (العمر 23)  | 17  | 3   | استقلال دوشنبه               |
| 16    | حارس   | دالر باروتوف         | 29 يناير 1999 (العمر 24)  | 2   | 0   | Istaravshan                  |
| 17    | وسط    | إهسون بانشانبي       | 12 مايو 1999 (العمر 24)   | 45  | 6   | استقلال دوشنبه               |
| 18    | وسط    | رسلان خايلويف        | 29 أكتوبر 2003 (العمر 20) | 2   | 0   | نادي تيومين ‏                 |
| 19    | دفاع   | أختام نزاروف         | 29 سبتمبر 1992 (العمر 31) | 76  | 5   | استقلال دوشنبه (قائد الفريق) |
| 20    | وسط    | أليدزوني آيني        | 6 أغسطس 2004 (العمر 19)   | 10  | 0   | استقلال دوشنبه               |
| 21    | وسط    | فايسدين سافاروف      | 15 أبريل 1996 (العمر 27)  | 3   | 0   | سسكا بامير دوشنبه            |
| 22    | هجوم   | شاهروم سامييف        | 8 فبراير 2001 (العمر 22)  | 22  | 7   | ميلسامي أورهي                |
| 23    | حارس   | مخر الدين خسانوف     | 23 سبتمبر 2002 (العمر 21) | 1   | 0   | استقلال دوشنبه               |
| 24    | دفاع   | دالر إيمومنازاروف    | 31 مايو 1995 (العمر 28)   | 4   | 0   | Eskhata Khujand              |
| 25    | هجوم   | نور الدين خمروكلوف   | 25 أكتوبر 1999 (العمر 24) | 12  | 1   | ريغار-تاداز تورسونزاده       |
| 26    | هجوم   | Muhammadali Azizboev | 4 يناير 2003 (العمر 21)   | 2   | 0   | Khosilot Farkhor             |

## انظر ايضا
- اتحاد طاجيكستان لكرة القدم
- كأس التحدي الآسيوي 2006

### باللغة العربية
1. ↑  السيد، محمد. "طاجيكستان في كأس آسيا 2023.. الأمل في ظهور أول تاريخي". الجزيرة نت. مؤرشف من الأصل في 2024-03-25. اطلع عليه بتاريخ 2024-07-05.
2. ↑  "طاجيكستان تصدم الإمارات وتنتزع تأهلا تاريخيا بكأس آسيا |". قناة الحرة. مؤرشف من الأصل في 2024-02-11. اطلع عليه بتاريخ 2024-07-05.
3. ↑  "طاجيكستان في كأس آسيا". الاتحاد الآسيوي لكرة القدم (بالإنجليزية). Archived from the original on 2024-02-23. Retrieved 2024-07-05.
4. ↑  "كووورة: الموقع العربي الرياضي الأول". كوورة. مؤرشف من الأصل في 2017-11-18. اطلع عليه بتاريخ 2024-07-05.

<ref group="ar">

### بلغات أجنبية
1. ↑  Roy، Shilarze Saha (7 أبريل 2023). "Tajikistan's road to the 2023 AFC Asian Cup: A historic journey". FIFA. مؤرشف من الأصل في 2024-01-02. اطلع عليه بتاريخ 2024-01-02.
2. ↑  "Tajikistan at the AFC Asian Cup™". the-AFC (بالإنجليزية). Archived from the original on 2024-01-02. Retrieved 2024-01-02.

### كتب ومجلات
<ref group="book">
1. 1 2